# Патрік Ротфусс
Патрік Ротфусс (англ. Patrick Rothfuss; 6 червня 1973) — американський письменник-фантаст і викладач в коледжі. Славу йому приніс дебютний роман «Ім'я вітру», що вийшов 2007 року і який почав трилогію «Хроніки вбивці Короля».

## Біографія
Патрік Ротфусс народився 6 червня 1973 року в Медісоні (штат Вісконсин, США). З дитинства дуже любив читати, прочитав до закінчення школи близько 2000 романів.
В 1991 році він поступив в Університет Вісконсин-Медісон. Спочатку навчався на хіміка, потім змінив спеціалізацію на клінічну психологію, а через 3 роки навчання змінив статус на «Без спеціалізації», що дозволило йому вивчати ті предмети, які він хоче.
Він закінчив навчання в 1999 році, отримавши ступінь магістра в Університеті штату Вашингтон, і повернувся щоб викладати у Стівенс Пойнт. В 2002 він переміг в конкурсі «Письменники майбутнього» з оповіданням «The Road to Levinshir» («Дорога в Левіншир»), що являє собою уривок з його не виданого тоді роману «The Wise Man's Fear» («Страх мудреця»). Ротфусс згодом продав роман видавництву DAW Books.
У серпні 2012 року, Ротфусс почав щомісячний фентезі-подкаст під назвою The Story Board, за участю таких авторів, як Террі Брукс та Брендон Сандерсон.
Патрік Ротфусс має двох синів, чиї імена він не використовує в інтернеті, заради захисту їх приватного життя (в його блозі вони згадуються як «Oot» та «Cutie Snoo»), і живе в будинку, який він купив зі своєю подругою Сарою.
Ротфусс організував збір коштів на благодійність, під назвою Worldbuilders, з 2008 вони зібрали білльше $2 млн для Heifer International, благодійної організації, яка забезпечує чисту воду, освіту і навчання для населення країн що розвиваються.

## Кар'єра

### Письменницька діяльність
Перший роман автора, «Ім'я вітру» («The Name of the Wind») вийшов 2007 року. Він виграв нагороду Quill Award (для наукової фантастики, фентезі та жахів), та був включений в список «Книги року» тижневика Publishers Weekly. Він також виграв нагороду Alex Award в 2008 році.
«Страх мудреця» («The Wise Man's Fear») вийшов 2011 року та досягнув першого номера в списку New York Times Hardback Fiction Best Seller List (Список бестселерів фантастики в твердій обкладинці журналу New York Times).

### Благодійність
Ротфусс організовує благодійну організацію Worldbuilders, яка з 2008 року зібрала понад 11,5 мільйонів доларів, насамперед для Heifer International, благодійної організації, яка забезпечує тваринництво, чисту воду, освіту та навчання для громад у країнах, що розвиваються.
До 2020 року організація Worldbuilders зібрала понад 10 мільйонів доларів на підтримку Heifer.

### Подкасти
У серпні 2012 року Ротфусс розпочав щомісячний подкаст "The Story Board", присвячений фентезі, за участю таких авторів, як Террі Брукс і Брендон Сандерсон. "The Story Board" тривав вісім епізодів.
У червні 2015 року вони з Максом Темкіним розпочали подкаст "Наслідки без нагляду", який потім отримав назву "Без назви Патрік Ротфусс" Подкаст завершився у 2018 році.
Ротфусс кілька разів з'являвся в подкасті "Writing Excuses".

### Рольові ігри та тренінги
У 2014 році Ротфусс почав співпрацювати з Джеймсом Ернестом над створенням абстрактної стратегічної гри "Tak" на основі гри, описаної в його книзі "Страх мудреця".
Ротфусс зіграв персонажа на ім'я Віарі в живих іграх Dungeons & Dragons від Penny Arcade, відомих як Acquisitions Inc, починаючи з 7 сезону, а також гостьову роль у його спін-офф шоу "The 'C' Team". Він також зіграв роль запрошеного персонажа Керрека в шоу Geek and Sundry's в серіалі Critical Role Перша серія 56, "Надія", і знову в Епізоди 81-84. Він також записав лист, який написав його персонаж, який прозвучав у Кампанія Перша серія 69, "Passed Through Fire"("Пройшовши крізь вогонь").
Ротфусс був гостем на шоу Віла Вітона "Стільниця" (анг. TableTop), граючи в "Lords of Waterdeep" в 10-й серії 2-го сезону, в якому він виграв.
Входив до команди Story Design для гри inXile's Torment: Tides of Numenera.

## Переклади українською
- Патрік Ротфусс. Ім'я вітру. Переклад з англійської: Марія Пухлій. Харків: КСД. 2019. 800 стор. ISBN 978-617-12-6307-9[21]
- Патрік Ротфусс. Страх мудреця. Переклад з англійської: Марія Пухлій. Харків: КСД. 2023. 1264 стор. ISBN 978-617-15-0374-8
- Патрік Ротфусс. Брама зі скелі. Переклад з англійської: TBA. Харків: КСД. TBA стор. ISBN TBA (очікується з друку)